# Smoke on the Daughter
«Smoke on the Daughter» (рус. Дым над дочуркой) — пятнадцатый эпизод девятнадцатого сезона Симпсонов, премьера состоялась 30 марта 2008 года. Премьеру эпизода посмотрели 7,1 млн человек.

## Сюжет
Мардж, пытаясь наверстать упущенное, отправляется в балетную студию. Поначалу у неё всё получается, но потом тренер отправляет её домой. К счастью Мардж, тренер замечает способности Лизы к растяжке и берёт её в детскую труппу. В это же время Гомер посвящает Барта в тайную церемонию приготовления вяленой говядины...

## Культурные отсылки
- Название эпизода является отсылкой к песне группы Deep Purple «Smoke On The Water».
- Сцена слежки Барта за Лизой является отсылкой к фильму Апокалипсис сегодня. За кадром звучит песня группы The Doors, прозвучавшая в этом фильме.

## Интересные факты
- Когда Гомер крадётся в комнату Барта в костюме змеи, то голова змеи выглядит как маска. Но когда его показывают в очереди за книгой, голова змеи выглядит уже как капюшон.
- Детские никотиновые пластыри, которые использует Лиза, похожи на торговую марку фирмы Hello Kitty.
- Анжелика Баттон, да и вся суматоха вокруг выхода новой книги, пародируют серию книг про Гарри Поттера.

## Саундтрек
- The Doors — The end
- George Benson — On Broadway